# 아리엔초
아리엔초(이탈리아어: Arienzo)는 이탈리아 캄파니아주의 카세르타도에 있다. 아피아 가도가 지나가는 곳에 위치해있으며 나폴리, 베네벤토, 카세르타와 버스 노선있다.